# Tierzo
Tierzo est une commune d'Espagne de la province de Guadalajara dans la communauté autonome de Castille-La Manche.

## Géographie
Le village en lui-même est traversé par le Bullones, petite rivière, parfois à sec, qui se jette dans le rio Gallo, lui-même affluent du Tage. Situé à proximité du parc naturel du Haut-Tage, Tierzo possède une grande variété de paysage, et par là même une grande biodiversité (forêt de sabines, forêt de chêne vert, pinède, etc.).

## Administration
| Période                                  | Période | Identité | Étiquette | Qualité |
| ---------------------------------------- | ------- | -------- | --------- | ------- |
|                                          |         |          |           |         |
| Les données manquantes sont à compléter. |         |          |           |         |

## Économie
Touché par l'exode rural, Tierzo est peuplé toute l'année par 58 habitants. Il se remplit l'été, comme beaucoup de villages de la région, par le retour pour quelques semaines des familles originaires du village qui ont migré pendant le XXe siècle vers Madrid, Barcelone, le Pays basque, ou la côte sud de l'Espagne.

## Culture
- Salines d'Armalla : sur la CM-210, la grande route de Molina de Aragon, se trouve une ancienne saline où était le sel à partir d'une source d'eau salée. L'eau s'évaporait dans de grandes aires où se récoltait le sel. Au bord de la route, on peut toujours voir un entrepôt. Sur une colline au-dessus de la saline, se trouve le hameau d'Armalla, aujourd'hui en ruine, où vivaient essentiellement les ouvriers de la saline.
- Arias : de l'autre côté de la CM-210 se trouve le petit château d'Arias qui aurait hébergé Le Cid.
- Francisco el Pañero écrivit un roman[Lequel ?] qui a Tierzo comme cadre.